# Суетский район
Суетский район — административно-территориальное образование (сельский район) в Алтайском крае России.
В рамках организации местного самоуправления ему соответствует муниципальный округ Суетский район (с 2003 до 2022 гг. — муниципальный район).
Административный центр — село Верх-Суетка.

## География
Суетский район расположен на северо-западе края. Граничит на северо-западе и севере — с Хабарским, на севере — с Панкрушихинским, на северо-востоке и востоке — с Баевским, на юге — с Благовещенским, на западе — со Славгородским районами.
Рельеф представлен слабо-волнистой равниной. Материнской породой почв на плато и гривах являются буроватые супеси и лёгкие суглинки, в долинах речек — соленосные глины. На возвышенных местах — почвы чернозёмного типа, в пониженных местах и долинах рек почвы солонцеватого и болотного типа.
Климат континентальный. Преобладают резкие и частые колебания температуры (от −50 градусов зимой до +40 летом), сухость воздуха, незначительное количество осадков (285 мм в год), часты горячие ветры-суховеи, суровая малоснежная зима, жаркое лето, поздние весенние и ранние осенние заморозки.
По территории района протекают реки Суетка и Макариха, имеются озёра Чистое и Сатанинское.
Растительный мир разнообразен: преобладают деревья: берёза, осина, тополь; кустарники с ценными ягодами: калина, облепиха, шиповник, смородина; в изобилии травянистые ягодники: клубника, костяника. В колках растут грибы: боровики, подберёзовики, подосиновики, шампиньоны и другие. Имеются лекарственные растения: кровохлебка отмечается небольшими пятнами на лугах вдоль реки Суетки, лобазник обыкновенный выявлен по степным лугам и окраинам колков, тысячелистник встречается нечасто по окраинам колков, шиповник и чёрная смородина выявлены в кустарниковом ярусе колков, подорожник солодка, алтей, пижма, шалфей. По колкам сохранились первоцветы: незабудки, адонис, ветреницы, а на пойменных озёрах — белая и жёлтая кувшинки. Сухие, часто выгорающие в знойные лета, участки используются для выпаса скота, под сенокосы — более влажные площади, а степные возвышенные территории в основном занимают поля.
Из животных обитают косули, волки, лоси, зайцы, кроты, суслики, мыши, ежи, ондатры. На равниной части распространены такие птицы, как жаворонки, коньки, луговой и болотный луни, перепел, по балкам и оврагам селятся сизоворонки и удоды, на озёрах многочисленные различные утки: лысуха, поганки, а также кулики. Близ Кулундинского озера обитает журавль-красавка, цапля, пеганка, кречетка, лебедь-кликун. В колках и лесополосах гнездятся серая ворона, сорока, грач, скворец, кукушка, воробей и другие.
На территории района находится природный комплексный заказник краевого значения «Суетский», созданный в целях сохранения природного комплекса, охраны мест естественного обитания животных и поддержания экологического баланса региона.

## История
Суетский район образован 15 января 1944 года из 8 сельсоветов Знаменского района и 1 сельсовета Хабарского района. В 1963 году район был упразднён. В 1989 году образован вновь в составе Алтайского края за счёт части территорий Хабарского и Благовещенского районов.

## Население
| 1959   | 1996  | 1997  | 1998  | 1999  | 2000  | 2001  | 2002  | 2003  | 2004  |
| ------ | ----- | ----- | ----- | ----- | ----- | ----- | ----- | ----- | ----- |
| 17 721 | ↘7400 | ↘7100 | →7100 | →7100 | →7100 | →7100 | ↘6900 | ↘6709 | ↘6472 |
| 2005   | 2006  | 2007  | 2008  | 2009  | 2010  | 2011  | 2012  | 2013  | 2014  |
| ↘6226  | ↘6071 | ↘5879 | ↘5685 | ↘5543 | ↘5120 | ↘5088 | ↘4933 | ↘4801 | ↘4654 |
| 2015   | 2016  | 2017  | 2018  | 2019  | 2020  | 2021  |       |       |       |
| ↘4535  | ↘4481 | ↘4455 | ↘4350 | ↘4257 | ↘4184 | ↘3496 |       |       |       |

### Национальный состав[18]
| национальность | мужчин | женщин | всего | %    |
| -------------- | ------ | ------ | ----- | ---- |
| русские        | 2 536  | 2 873  | 5 409 | 80   |
| немцы          | 323    | 293    | 616   | 9,11 |
| украинцы       | 205    | 300    | 505   | 7,47 |
| армяне         | 37     | 39     | 76    | 1,12 |
| чеченцы        | 16     | 11     | 27    | 0,4  |
| белорусы       | 12     | 14     | 26    | 0,38 |
| казахи         | 10     | 10     | 20    | 0,29 |
| греки          | 5      | 6      | 11    | 0,16 |
|                | 3 184  | 3 576  | 6 760 | 100  |

## Административное деление
Суетский район в рамках административно-территориального устройства края до 2022 года делился на 5 административно-территориальных образований — 5 сельсоветов.
В рамках организации местного самоуправления в 2003 году в новообразованном Суетском муниципальном районе были созданы 7 муниципальных образований со статусом сельского поселения, которые соответствовали сельсоветам.
В 2011 году и как муниципальное, и как административно-территориальное образование был упразднён Береговой сельсовет путём включения в Верх-Суетский сельсовет. В декабре 2015 — январе 2016 гг. также был упразднён Ильичёвский сельсовет путём включения в Нижнесуетский сельсовет.
| № | Название                  | Административный центр | Количество населённых пунктов | Население (чел.) | Площадь (км²) |
| - | ------------------------- | ---------------------- | ----------------------------- | ---------------- | ------------- |
| 1 | Александровский сельсовет | село Александровка     | 3                             | ↘585             | 144,08        |
| 2 | Боронский сельсовет       | посёлок Боронский      | 3                             | ↘277             | 194,03        |
| 3 | Верх-Суетский сельсовет   | село Верх-Суетка       | 4                             | ↘2207            | 332,87        |
| 4 | Нижнесуетский сельсовет   | село Нижняя Суетка     | 4                             | ↘1031            | 437,20        |

В 2022 году были упразднены все оставшиеся сельсоветы района, при этом муниципальный район преобразован в муниципальный округ Суетский район.

## Населённые пункты
В Суетском районе 14 населённых пунктов:
| №  | Населённый пункт       | Тип     | Население | Бывший сельсовет          |
| -- | ---------------------- | ------- | --------- | ------------------------- |
| 1  | Александровка          | село    | ↘502      | Александровский сельсовет |
| 2  | Береговой              | посёлок | ↘49       | Верх-Суетский сельсовет   |
| 3  | Боронский              | посёлок | ↘220      | Боронский сельсовет       |
| 4  | Верх-Суетка            | село    | ↘2119     | Верх-Суетский сельсовет   |
| 5  | Добровольский          | посёлок | ↘10       | Александровский сельсовет |
| 6  | имени Владимира Ильича | посёлок | ↘128      | Нижнесуетский сельсовет   |
| 7  | Михайловка             | посёлок | ↗160      | Боронский сельсовет       |
| 8  | Нижняя Суетка          | село    | ↘907      | Нижнесуетский сельсовет   |
| 9  | Николаевка             | посёлок | ↘27       | Боронский сельсовет       |
| 10 | Октябрьский            | посёлок | ↘182      | Верх-Суетский сельсовет   |
| 11 | Осиновский             | посёлок | ↘114      | Верх-Суетский сельсовет   |
| 12 | Сибирский Гигант       | посёлок | ↘144      | Нижнесуетский сельсовет   |
| 13 | Украинский             | посёлок | ↘151      | Александровский сельсовет |
| 14 | Циберманово            | посёлок | ↘66       | Нижнесуетский сельсовет   |

### Упразднённые населённые пункты
- Адамовка
- Анисимовка
- Демидовский
- Дубровка
- Евстратовское
- Ивановка
- Калинова Согра
- Малиновка
- Новоивановка
- Приозёрный
- Розовское
- Савинское
- Сенной Лог
- Таврический
- Танциреевка
- Усть-Суетка
- Черемховка
- Чигириновка

## Экономика
Основное направление экономики — сельское хозяйство. В развитии сельскохозяйственного производства набирают силу две основные тенденции — смещение производства сельскохозяйственной продукции в хозяйства населения и усиление преимущественно растениеводческой специализации сельскохозяйственных предприятий и крестьянско-фермерских хозяйств. На земле работают 5 сельскохозяйственных предприятий: СХПК «Таврический», СПК «Октябрьский», СХА «Добровольский», колхоз им. Тельмана, СПК «Суетский» и 28 КФХ.
На территории района функционирует 4 малых промышленных предприятия, принадлежащих частным предпринимателям, которые были введены в эксплуатацию в 2003—2004 годах. Это ООО «Алтайская мука», кирпичный завод, убойный цех, цех по переработке маслосемян подсолнечника. В динамике по годам наблюдается рост по всем видам произведённой продукции.